# Eisenbahnunfall von Round Oak
Bei dem Eisenbahnunfall von Round Oak kollidierte am 23. August 1858 ein entlaufener Zugteil, der sich aus einem Zugverband gelöst und dann ein Gefälle hinab gerollt war, zwischen den Bahnhöfen Round Oak und Brettel Lane, heute: Metropolitan Borough of Dudley, mit einem zweiten Zug, der gerade diese Steigung hinauffuhr. 14 Menschen starben. Dies war der folgenreichste Eisenbahnunfall in Großbritannien zu diesem Zeitpunkt.

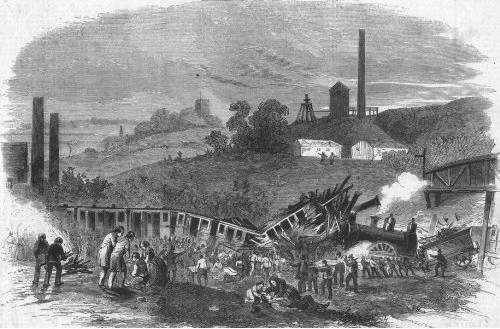
Zeitgenössischer Druck: The Accident on the Oxford and Worcester Railway, near Round Oak Station

## Ausgangslage

### Infrastruktur
Der Unfall ereignete sich auf einer Strecke von Worcester nach Wolverhampton der Oxford, Worcester & Wolverhampton Railway. Diese verlief zwischen den Bahnhöfen Brettel Lane und Round Oak in einer relativ starken Steigung. Sie wurde noch ohne Streckenblock betrieben, die Züge fuhren im Zeitabstand. Das bedeutete, dass nach Abfahrt eines Zuges aus einem Bahnhof auf die Strecke diesem nach einer festgelegten Zeit der nächste folgen durfte. Blieb ein Zug liegen, so musste dem folgenden Zug jemand entgegen geschickt werden, um ihm zu signalisieren, dass die Strecke noch besetzt war. Entlang der Strecke bestand eine Telegrafenverbindung.

### Hinfahrt
Am Morgen des 23. August 1858 war ein sehr langer Ausflugszug von Wolverhampton nach Worcester gefahren. Dafür wurden 1.506 spezielle, besonders preiswerte Fahrkarten verkauft. Er bestand aus 42 zweiachsigen Personenwagen und vier Gepäckwagen, die als einzige der Wagen im Zug Bremsen hatten. Die Wagen waren – wie damals üblich – Zweiachser mit Holzaufbau, die mit einer mittigen Schraubenkupplung und auf jeder Seite davon noch mit einer Sicherungskette verbunden waren.
Der letzte Wagen des Zuges war ein Bremswagen, dessen Bremser der Chef-Bremser des Zuges war und Frederick Cook hieß. Im Bremsabteil des Wagens fuhren außerdem noch Reisende mit, was zwar verboten war, jedoch war der Zug überfüllt. Die Atmosphäre zwischen Bremser und Reisenden war entspannt und angeregt, Rum wurde getrunken und es wurde geraucht, woraufhin Frederick Cook auch Reisende mehrfach bremsen ließ. Sie hatten keine Übung darin und bremsten zu scharf. Da das im letzten Wagen des Zuges geschah, wurden dadurch die Kupplungen des gesamten Zuges unter Spannung gesetzt und zwar derart stark, dass drei Mal, vor den Bahnhöfen Brettell Lane, Hagley und Droitwich, Kupplungen im Zug brachen, wobei zwei Schraubkupplungen und vier Sicherungsketten rissen. Eine weitere Schraubkupplung wurde beschädigt. Die Schäden wurden teilweise nur provisorisch behoben, da keine Ersatzteile greifbar waren.

### Rückfahrt
Auf der Rückfahrt am Abend wurde der Zug, um die Steigungen zu bewältigen, in zwei Teile zerlegt, die jeder als eigener Zug geführt wurden und aufeinander folgend verkehrten. Der erste Zug führte nach der Lokomotive einen ersten Bremswagen, dann 28 Personenwagen und am Schluss den Bremswagen, in dem Frederick Cook Dienst tat. In Stourbridge erhielt er zudem eine Vorspannlokomotive. Der zweite Zug erhielt nur eine Lokomotive, die verbleibenden 14 Personenwagen und die beiden anderen Bremswagen. Dieser zweite Zug folgte dem ersten unmittelbar vor dem Unfall in einem Abstand von 11 oder 12 Minuten.

## Unfallhergang
Frederick Cook hatte es auch auf der Rückfahrt vorschriftswidrig zugelassen, dass sich Reisende im Bremsabteil seines Bremswagen aufhielten. Sowohl Reisende als auch Frederick Cook tranken Rum. Bei der Einfahrt des Zuges in den Bahnhof Round Oak gegen 20:10 Uhr war es bereits dunkel. Als der Zug dort anhielt, brach die Kupplung zwischen dem 11. und dem 12. Wagen, vermutlich als der Zugverband sich wieder entspannte, nachdem die beim Anhalten des Zuges aufeinander aufgelaufenen Wagen sich wieder ein Stück rückwärts bewegten. Sofort begannen die hinteren 17 Wagen über die Rampe Richtung Brettel Lane abwärts zu rollen, nun mit dem Bremswagen des Frederick Cook voran. In ihnen befanden sich etwa 450 Reisende. 
Der Vorgang wurde vom Bahnhofspersonal in Round Oak sofort wahrgenommen. Der Versuch, den Bahnhof Brettel Lane telegrafisch zu erreichen und zu warnen, schlug fehl, weil sich dort gerade niemand in der Nähe des Telegrafen aufhielt. Es hätte auch nichts mehr genutzt, denn der zweite Zug war bereits auf der Strecke.
Aufgrund der Dunkelheit sah der Lokführer des nachfolgenden Zuges den herannahenden Geisterzug auch erst, als er sich schon bis auf 300 Meter genähert hatte. Er bremste sofort. So war der zweite Zug fast zum Stillstand gekommen, als der Geisterzug mit etwa 20 km/h – wohl ungebremst – auf die Lokomotive des folgenden zweiten Zugs auftraf. Während dessen Lokomotive nicht einmal entgleiste, nur Puffer und Schornstein verlor und anschließend sogar die Fahrt fortsetzen konnte, wurde der Holzaufbau des Bremswagens von Frederick Cook und der beiden folgenden Personenwagen vollständig zertrümmert. Frederick Cook überlebte und behauptete, er sei vor dem Zusammenstoß abgesprungen. Es gab Zeugen, die behaupteten, er sei noch auf dem Wagen gewesen, als die Talfahrt begann.

## Folgen
14 Menschen starben bei dem Unfall – alle reisten in Wagen des Geisterzuges. Mindestens 50 Menschen wurden darüber hinaus verletzt – nur ganz wenige davon im zweiten Zug. 170 forderten Schmerzensgeld von der Eisenbahngesellschaft aufgrund von Verletzungen oder Sachschäden.
Der Chef-Bremser Frederick Cook wurde von einer Jury vor dem Coroner des Totschlags für schuldig befunden. Er führte an, auf dem Wagen geblieben zu sein, und sofort gebremst zu haben, ohne dass das den Zug zum Stillstand brachte und dann kurz vor der Kollision abgesprungen zu sein. Die Zeugenaussagen dazu waren nicht eindeutig. Versuche mit einem identisch zusammengesetzten „Geisterzug“, der mehrfach die Rampe befuhr und an verschiedenen Punkten bei unterschiedlichen Geschwindigkeiten gebremst wurde, zeigten aber, dass dieser mit dem Bremswagen ohne weiteres anzuhalten war. Das aus den Trümmern geborgene Bremsgestänge befand sich in der Stellung „gelöst“ und war durch den Unfall so verbogen, dass es sich nachträglich nicht mehr hätte verstellen können. Auch das wies darauf hin, dass die Bremse gar nicht betätigt worden war. Daraus schloss die Jury, dass Frederick Cook das Fahrzeug verlassen hatte, ohne zuvor mit der Bremse den anhaltenden Zug gesichert zu haben.
Die Eisenbahngesellschaft wurde in dem Unfallbericht dafür kritisiert, dass sie bei der Personalauswahl nicht darauf geachtet habe, dass nur zuverlässige Mitarbeiter als Bremser eingesetzt werden und dass – gemessen an der Zahl der Reisenden – überhaupt zu wenig Personal den Zug begleitete. Weiter empfahl der Bericht, die (vorhandenen) Telegrafen für regelmäßige Zugmeldungen zwischen den beiden Bahnhöfen einzusetzen, so dass ein folgender Zug erst dann auf die Strecke und in die Steigung gelassen werde, wenn eine Streckenfreimeldung durch den benachbarten Bahnhof erfolgt ist.